# Ракетний удар по Костянтинівці
Ракетний удар по Костянтинівці — трагедія, що трапилася під час російсько-української війни в середмісті Костянтинівки 6 вересня 2023 року. Унаслідок влучення ракети системи ПРО загинули 17 людей, ще 36 поранено. Згоріли легкові автівки та 8 торговельних об'єктів. Пошкоджено 28 магазинів, лінії електропередач, адмінбудівля та два п'ятиповерхові житлові будинки.

## Перебіг подій
О 14:05 відбувся вибух біля продовольчого ринку, розташованого у центральному районі міста Костянтинівка. Загинули 17 людей, з них двоє поранених згодом померли у лікарні, принаймні 36 осіб зазнали поранення. Серед тих, хто загинув 9 чоловіків та 7 жінок. Наймолодшому вбитому — 18 років, найстаршій — 83.

## Розслідування
Донецька обласна прокуратура розпочала досудове розслідування за фактом порушення законів та звичаїв війни.
Символічно заради російських наративів виправдання агресії, що Росія влаштувала теракт у 80-ту річницю звільнення Костянтинівки від нацистських загарбників.
Видання The New York Times за результатами власного розслідування заявляє, що удар по ринку в місті Костянтинівка Донецької області 6 вересня, який забрав життя 17 людей, був «трагічним нещасним випадком», до якого призвело падіння української ракети, а не російський обстріл. Публікація покликається на супутникові зображення, що відсутні. Автор статті NYT Томас Гіббонс-Нефф неодноразово був помічений у просуванні російських наративів і систематично готує антиукраїнські матеріали в New York Times. Його вже двічі позбавляли прескарти ЗСУ за порушення правил роботи в районах бойових дій. Публікація із сумнівами щодо причетності РФ до удару по Костянтинівці вимагає додаткової юридичної оцінки з боку слідчих органів, що підтвердили у Службі безпеки України — СБУ проводить розслідування за 438 статтею Кримінального кодексу України (порушення законів та звичаїв війни) і наголошує, що за попередньою інформацією, російські військові атакували ринок у Костянтинівці ракетою комплексу С-300, переробленою для ударів по наземних цілях. Про це свідчать, зокрема, ідентифіковані уламки ракети, вилучені на місці трагедії.

## Реакції
Президент України Володимир Зеленський висловив співчуття та засудив терористичний акт Росії, назвавши це злом, яке треба якнайшвидше перемогти.
Прем'єр Данії Метте Фредеріксен висловила співчуття та заявила «Кажуть, що кожна історія має дві різні сторони, але тут лише одна сторона — повністю провина Росії. Ці злісні напади на дітей, на жінок, використання енергетики та голоду як зброї. Це вкрай несправедлива війна та мої думки зараз з усіма родинами, які переживають жахи війни.»
Речниця Білого дому Карін Жан-П'єр на брифінгу 6 вересня нагадала, що Кремль може завершити цю війну, вивівши свої війська з України та припинивши жорстокі атаки.